# Valinol
Valinol je organická sloučenina patřící mezi aminoalkoholy, odvozená od aminokyseliny valinu. Je chirální a vzniká téměř výhradně jako L‑izomer.

## Příprava
Valinol se připravuje přeměnou karboxylové skupiny valinu na alkoholovou silným redukčním činidlem, jako je tetrahydridohlinitan lithný, tetrahydridoboritan sodný nebo jod. Produkt lze přečistit destilací.

## Reakce
Valinol se používá na přípravu chirálních oxazolinů, používaných jako ligandy v asymetrické katalýze.